# Julius von Zech-Burkersroda (diplomate)
Julius Comte de Zech-Burkersroda, né le 7 février 1885 à Dresde et mort le 19 janvier 1946 à Bautzen, est un diplomate allemand.

## Biographie
Fils de Ludwig von Zech (1853–1927), propriétaire de Dahlen en royaume de Saxe, et de Margarete née von Lüttichau, il étudie la jurisprudence tout d'abord à l'université de Leipzig, puis à Heidelberg, Berlin et Halle. Il adhère en 1904 à Heidelberg au corps-franc Corps Saxo-Borussia.
Il entre au service diplomatique de la Prusse et devient en 1914 aide de camp du chancelier Theobald von Bethmann Hollweg, dont il épouse la fille Isa en 1915

En 1917, le Comte de Zech-Burkersroda est le représentant de la Prusse à Munich, et en 1922 à Helsinki. Employé après 1925 au ministère des affaires étrangères, il devient en 1928 ambassadeur à La Haye, jusqu'en 1940. Il adhère en mai 1934 au NSDAP.
Après la fin de la Seconde Guerre mondiale, le Comte de Zech-Burkersroda est arrêté par des représentants de la puissance occupante soviétique. Son château de Dahlen est exproprié. Interné au camp spécial N ° 4 de Bautzen, il y meurt durant l'hiver 1946. Une plaque commémorative se trouve à Eulau.